# Куффи-сюр-Сарсон
Куффи́-сюр-Сарсо́н (фр. Couffy-sur-Sarsonne, окс. Confin de Sarsòna) — коммуна во Франции, находится в регионе Лимузен. Департамент — Коррез. Входит в состав кантона Эйгюранд. Округ коммуны — Юссель.
Код INSEE коммуны — 19064.
Коммуна расположена приблизительно в 360 км к югу от Парижа, в 90 км восточнее Лиможа, в 65 км к северо-востоку от Тюля.

## Население
Население коммуны на 2008 год составляло 74 человека.
| 1962 | 1968 | 1975 | 1982 | 1990 | 1999 | 2006 |
| ---- | ---- | ---- | ---- | ---- | ---- | ---- |
| 101  | 119  | 104  | 95   | 89   | 70   | 74   |

## Экономика
В 2007 году среди 51 человека в трудоспособном возрасте (15-64 лет) 31 были экономически активными, 20 — неактивными (показатель активности — 60,8 %, в 1999 году было 78,6 %). Из 31 активных работали 29 человек (18 мужчин и 11 женщин), безработных было 2 (0 мужчин и 2 женщины). Среди 20 неактивных 4 человека были учениками или студентами, 14 — пенсионерами, 2 были неактивными по другим причинам.

## Достопримечательности
- Придорожный крест. Памятник истории с 1972 года[3]